# Пауль фон Віттас
Пауль Ріттер фон Віттас (нім. Paul Ritter von Wittas; 10 січня 1886, Германштадт — ?) — австрійський і німецький офіцер, генерал-лейтенант вермахту. Кавалер Німецького хреста в сріблі.

## Біографія
Син оберста австро-угорської армії Йоганна Ріттера фон Віттаса і його дружини Емілії. Після закінчення Терезіанської академії 19 серпня 1907 року поступив на службу в австро-угорську армію. Учасник Першої світової війни. З 1 грудня 1920 року продовжив службу в австрійській армії. Після аншлюсу автоматично перейшов у вермахт. 31 жовтня 1938 року вийшов у відставку.
В 1940 року призваний на службу. З 6 червня 1940 року — комендант табору військовополонених XVII B в Гнайксендорфі, з 10 вересня 1940 року — XIII A в Нюрнберзі. З квітня 1941 року — командир таборів військовополонених на Балканах, з 1 вересня 1941 року — в 17-му військовому окрузі, потім — в генерал-губернаторстві. 1 травня 1944 року відправлений у резерв ОКГ. З 10 червня 1944 року — генерал для особливих доручень в 17-му військовому окрузі. 31 січня 1945 року звільнений у відставку. Після війни розшукувався радянської окупаційною владою, проте встиг вчасно втекти в західні зони окупації.

## Звання
- Генерал-майор (24 грудня 1935)
- Генерал-майор до розпорядження (1 жовтня 1939)
- Генерал-лейтенант до розпорядження (1 березня 1942)

## Нагороди
- Ювілейний хрест (1908)
- Медаль «За військові заслуги» (Австро-Угорщина)
  - бронзова з мечами
  - срібна
- Хрест «За військові заслуги» (Австро-Угорщина) 3-го класу з військовою відзнакою і мечами — нагороджений двічі.
- Орден Залізної Корони 3-го класу з військовою відзнакою і мечами — нагороджений двічі.
- Залізний хрест 2-го класу
- Пам'ятна військова медаль (Австрія) з мечами
- Хрест «За вислугу років» (Австрія) 2-го класу для офіцерів (25 років)
- Орден Заслуг (Австрія), офіцерський хрест (20 листопада 1937)
- Почесний хрест ветерана війни з мечами
- Медаль «За вислугу років у Вермахті» 4-го, 3-го, 2-го і 1-го класу (25 років)
- Хрест Воєнних заслуг
  - 2-го класу з мечами (1 вересня 1941)
  - 1-го класу з мечами (1 березня 1942)
- Німецький хрест в сріблі (21 лютого 1945)